# 支遁
支遁（しとん）は、東晋の僧。格義仏教の代表的人物。字は道林。号は支硎。本姓は関氏。陳留郡浚儀県（現在の河南省開封市祥符区）の出身。

## 経歴
父祖の代からの仏教徒であり、幼い頃に已に西晋末の華北の動乱を避け、江南に移り住んでいたが、25歳で出家した。『道行般若経』などの教理研究に専心した。
一方、老荘思想や清談にも精通しており、『荘子』「逍遥遊篇」に注釈を加え、独自の見解を述べている。その後、呉郡呉県の支山寺に入ったが、王羲之の要請によって会稽郡山陰県の霊嘉寺に移った。以後も、各地で仏典の講説を行い、弟子百人あまりを率いていた。哀帝の招きにより、都の建康に出て、東安寺で『道行般若経』を講ずるなどした。王羲之や孫綽・許詢・謝安・劉恢らの東晋一流の文人らと交遊した。
太和元年（366年）閏4月、会稽郡剡県石城山の栖光寺で病死した。

## 著作
彼の著作としては、『即色遊玄論』・『聖不弁知論』・『道行旨帰』・『学道誡』・『釈朦論』・『切悟章』・『弁三乗論』等を残したと、南朝梁の慧皎の『高僧伝』（巻4、本伝）では伝えている。また、彼の文集として『文翰集』10巻があったという。

## 伝記資料
- 『出三蔵記集』巻12
- 『高僧伝』巻4